# س. گ. ل. ل
س. گ.ل. ل نام داستان کوتاهی از صادق هدایت است که اولین‌بار در مجموعهٔ سایه‌روشن در سال ۱۳۱۲ به چاپ رسید. مجموعهٔ سایه‌روشن شامل شش داستان دیگر به نام‌های زنی که مردش را گم کرد، عروسک پشت پرده، آفرینگان، شب‌های ورامین، آخرین لبخند و پدران آدم است. در این داستان نویسنده با تخیل خود به تصویر جهان آینده و فرجام آن پرداخته‌است. آینده‌ای که در آن علم همۀ وعده‌های عقاید و مذاهب مختلف را به صورت عملی تحقق بخشیده است. داستان حول دو شخصیت هنرمند با افکار و عقیده‌های مختلف به نام‌های سوسن و تد می‌چرخد.